# Maigret, Lognon e i gangster
Maigret, Lognon e i gangster (titolo originale francese Maigret, Lognon et les gangsters, pubblicato in traduzione italiana anche coi titoli Maigret e i gangster e Maigret e l'ispettore Lognon) è un romanzo di Georges Simenon con protagonista il commissario Maigret.
Il romanzo è stato scritto alla tenuta Shadow Rock Farm di Lakeville (Connecticut), negli Stati Uniti d'America, dal 1º all'8 ottobre 1951, pubblicato per la prima volta in Francia nel febbraio del 1952 presso l'editore Presses de la Cité. Nel 1953, sempre in Francia, apparve anche una versione ridotta, come feuilleton a fumetti.
È il trentanovesimo romanzo dedicato al celebre commissario; a esso è ispirato il film francese del 1963 Maigret e i gangsters di Gilles Grangier. Il commissario è interpretato da Jean Gabin.
L'ispettore Lognon, noto poliziotto parigino "sfortunato" o "scortese", è coprotagonista del romanzo, accanto a Maigret.

## Trama
A Maigret chiede di parlare la signora Lognon, moglie dell'ispettore, detto lo Scorbutico, "l'uomo più lugubre della polizia di Parigi". Gli dice che è scomparso da giorni e che due gangster si sono intrufolati in casa. Lognon però, dopo un poco, si presenta anche lui dal commissario, si vede dalla faccia che ha dei problemi, ma non parla chiaramente. Racconta di un'automobile da cui hanno gettato in corsa un cadavere, ma mentre si avvicinava (era in turno di notte) un'altra vettura si è fermata e l'ha preso a bordo per poi sparire. Ma Lognon aveva preso il numero di targa e aveva deciso di agire da solo (forse aspettava il caso clamoroso che gli avrebbe dato accesso a una promozione). La targa risulta dell'auto di un certo Bill Larner, un americano. E anche i due gangster probabilmente erano americani.
Maigret telefona a Jimmy MacDonald, un vecchio amico dell'FBI e scopre che Bill, detto "Sweet", è un truffatore molto conosciuto. Scopre poi che recentemente sono sbarcati in Francia altri due statunitensi poco raccomandabili, Charlie Cinaglia e Tony Cicero, anche loro di St Louis. Mentre Lognon viene rapito, picchiato e abbandonato fuori città, anche a Maigret viene consigliato di lasciar perdere: si tratta di gente pericolosa.
In un ristorante di rue des Acacias frequentato dalla colonia di americani a Parigi, un certo Pozzo, il proprietario, consiglia paternamente anche lui alla polizia parigina di non immischiarsi: non si tratta di dilettanti, ma di veri sicari, che vanno fino in fondo. Forse perché Maigret gira raramente con una pistola, questo non vuol dire che sia un dilettante. Bevendo calvados, si inorgoglisce. Ora sa che i gangster sono qui per Joe Mascarelli, detto "Sloppy", e che se l'hanno trovato probabilmente l'hanno già ucciso. Fa pubblicare le loro foto sui giornali, riceve un messaggio da una certa Mado, ma quando la raggiunge in hotel non la trova, pare che sia stata portata via da un americano alto e biondo, forse proprio Mascarelli.
Con l'aiuto di Luigi, barista del Manhattan Bar, e del Barone, ispettore di polizia che frequenta il mondo delle corse, trova infine una pista e riesce a catturare Cinaglia e Cicero, armi in pugno, insieme a Lucas e Torrence. Naturalmente sono dei duri e non parlano, ma anche Maigret fa il duro. Ritrova poi anche Mascarelli, che era stato ferito e curato presso il dottor Louis Duvivier, e la sua donna, insieme con un certo Harry Pills, mandato a proteggerlo così come i gangster erano stati mandati a ucciderlo. Mascarelli, infatti era stato testimone di un omicidio ed era fuggito a Montréal e poi oltre oceano per non essere ritrovato.
Maigret ha dimostrato che la polizia francese non è un "asilo infantile", come credevano quelli.

## Edizioni
Il romanzo è stato pubblicato per la prima volta presso l'editore Presses de la Cité nel 1951.
In Italia è apparso per la prima volta con il titolo Maigret e i gangster, nel 1957, tradotto da Bruno Just Lazzari e pubblicato da Mondadori nella collana "Il girasole. Biblioteca economica Mondadori" (nº 67). Sempre per lo stesso editore è stato ripubblicato in altre collane o raccolte tra gli anni sessanta e novanta (dal 1991, con il titolo Maigret, Lognon e i gangster, nella traduzione di Marcello Rota). Nel 2003 il romanzo è stato pubblicato presso Adelphi, sempre con il titolo Maigret, Lognon e i gangster, tradotto da Laura Frausin Guarini, nella collana dedicata al commissario (parte de "gli Adelphi", al nº 230).

## Film e televisione
Il romanzo è servito da soggetto al film Maigret e i gangsters (titolo originale Maigret voit rouge, 1963), diretto da Gillies Grangier, con Jean Gabin nel ruolo del commissario Maigret.
Sono stati fatti due adattamenti del romanzo per la televisione:
- Episodio dal titolo The Experts, facente parte della serie televisiva Maigret, trasmesso per la prima volta sulla BBC il 9 gennaio 1961, con Rupert Davies nel ruolo del commissario Maigret.
- Episodio dal titolo Maigret, Lognon et les gangsters, facente parte della serie televisiva Les enquêtes du commissaire Maigret per la regia di Jean Kerchbron, trasmesso per la prima volta su Antenne 2 il 5 febbraio 1977, con Jean Richard nel ruolo del commissario Maigret.